# Glen Johnson (futbolista)
Glen McLeod Cooper Jonhson (Londres, Inglaterra, 23 de agosto de 1984) es un exfutbolista británico. Jugaba de defensa y su último club fue el Stoke City F. C. Fue profesional entre 2002 y enero de 2019, cuando anunció su retirada.

## Selección nacional
Fue internacional con la selección de fútbol de Inglaterra en 54 partidos internacionales en los que marcó un gol. 
El 12 de mayo de 2014 fue incluido por el entrenador Roy Hodgson en la lista final de 23 jugadores de Inglaterra en la Copa Mundial de Fútbol de 2014.

### Participaciones en Copas del Mundo
| Torneo                         | Sede      | Resultado        |
| ------------------------------ | --------- | ---------------- |
| Copa Mundial de Fútbol de 2010 | Sudáfrica | Octavos de final |
| Copa Mundial de Fútbol de 2014 | Brasil    | Primera fase     |

### Participaciones en Eurocopas
| Copa          | Sede              | Resultado    | Partidos | Goles |
| ------------- | ----------------- | ------------ | -------- | ----- |
| Eurocopa 2012 | Polonia y Ucrania | Primera fase | 4        | 0     |

## Clubes
| Club                    | País       | Año       |
| ----------------------- | ---------- | --------- |
| West Ham United F. C.   | Inglaterra | 2002-2003 |
| Millwall F. C. (cedido) | Inglaterra | 2002      |
| Chelsea F. C.           | Inglaterra | 2003-2007 |
| Portsmouth F. C.        | Inglaterra | 2007-2009 |
| Liverpool F. C.         | Inglaterra | 2009-2015 |
| Stoke City F. C.        | Inglaterra | 2015-2018 |

## Palmarés

### Campeonatos nacionales
| Título           | Club            | País       | Año     |
| ---------------- | --------------- | ---------- | ------- |
| Premier League   | Chelsea F. C.   | Inglaterra | 2004-05 |
| Community Shield | Chelsea F. C.   | Inglaterra | 2005    |
| Premier League   | Chelsea F. C.   | Inglaterra | 2005-06 |
| FA Cup           | Chelsea F. C.   | Inglaterra | 2006-07 |
| Copa de la Liga  | Liverpool F. C. | Inglaterra | 2011-12 |